# Silves
Silves és un municipi portuguès, situat al districte de Faro, a la regió d'Algarve i a la subregió de l'Algarve a la vora del riu Arade (àrab Nahr Shilb). L'any 2004 tenia 34.909 habitants. Limita al nord amb Ourique, al nord-est amb Almodôvar, a l'est amb Loulé, a sud-est amb Albufeira, al sud-oest amb Lagoa, a l'oest amb Portimão i Monchique, al nord-oest amb Odemira i al sud amb l'oceà Atlàntic.

## Població
| Població del concelho de Silves (1801 – 2004) | Població del concelho de Silves (1801 – 2004) | Població del concelho de Silves (1801 – 2004) | Població del concelho de Silves (1801 – 2004) | Població del concelho de Silves (1801 – 2004) | Població del concelho de Silves (1801 – 2004) | Població del concelho de Silves (1801 – 2004) | Població del concelho de Silves (1801 – 2004) | Població del concelho de Silves (1801 – 2004) |
| --------------------------------------------- | --------------------------------------------- | --------------------------------------------- | --------------------------------------------- | --------------------------------------------- | --------------------------------------------- | --------------------------------------------- | --------------------------------------------- | --------------------------------------------- |
| 1801                                          | 1849                                          | 1900                                          | 1930                                          | 1960                                          | 1981                                          | 1991                                          | 2001                                          | 2004                                          |
| 10.509                                        | 15.509                                        | 29.598                                        | 34.461                                        | 33.368                                        | 31.389                                        | 32.924                                        | 33.830                                        | 34.909                                        |

## Història
S'hi han trobat restes romanes i deuria tenir continuïtat sota els visigots. Fou conquerida pels àrabs als primers anys de la conquesta però no se'n sap la data i va agafar el nom de Shilb (transcripció catalana Xilb). S'han trobat ceràmiques musulmanes del segle VIII al castell; s'hi van establir poblacions àrabs iemenites. Fou part de la kura d'Ukshunuba, de la que fou capital.
A la segona meitat del segle IX quan van sorgir els poders locals, la comarca d'Ukshunuba va quedar en mans d'un senyor de la zona d'origen mawla, Bakr ibn Yahya; l'emir de Còrdova Abd-Al·lah ibn Muhàmmad (888-912) va confirmar (per força) al seu fill Yahya ibn Bakr en el govern de Shilb. El territori fou atacat el 929 per l'emir (el 929 califa) Abd-ar-Rahman III, quan governava Khalaf, net de Bakr ibn Yahya; Khalaf, que tenia molt de suport popular, va poder conservar el govern a canvi d'acceptar el pagament de tributs i impostos i de no ajudar els rebels contra l'autoritat omeia.
Torna a aparèixer arran de la descomposició del Califat de Còrdova, quan, en un moment no precisat, va prendre el poder un membre de la família Banu Muzayn, que era el cadi local, de nom Issa ibn Muhàmmad, a la mort del qual (1040/41) el succeí son fill Muhàmmad ibn Issa i a aquest altre Issa ibn Muhàmmad (II) al-Muzaffar, al que al-Mútadid de Sevilla va donar mort (vers 1053). Després va regnar altre Muhàmmad ibn Issa (II) al-Nasir, succeït (1058) per altre Issa ibn Muhàmmad (III) al-Muzaffar. Aquest últim va ser mort per al-Mútadid de Sevilla que annexionà el seu territori (1063). Les coincidències en els noms dels reietons, i la manca de dades sobre el llinatge dels dos primers, ha motivat que alguns autors es plantegin la possibilitat que en realitat foren únicament tres i que el primer i el segon Muhàmmad fossin el mateix, així com el primer i el segon Issa.
El 1063 el rei abbadita de Sevilla va cedir el govern com a valí al seu fill al-Mútamid, el príncep poeta, el wazir del qual, el també poeta Ibn Ammar, era originari de Shilb. A la ciutat el príncep va trobar a la que seria la seva esposa preferida, Itimad. El 1069, a la mort del seu pare, va ocupar el tron i va deixar el govern de Shilb al seu fill Ubayd Allah al-Mutadd. Va caure en poder dels almoravits el 1091.
El 1144 els habitants de Shilb i els d'Evora van seguir la crida a la revolta feta per Ibn Qasi, al que van jurar obediència. Muhàmmad ibn al-Mundhir, un notable de Shilb de la família dels Banu l-Mundir fou nomenat governador. Va aixecar un exèrcit i va intentar conquerir Sevilla, però va fracassar. Després va intentar una expedició contra Còrdova que també va fracassar. Silves va ser conquerida i annexionada pels almohades el 1150 i el mateix Ibn Qassi va acabar sent nomenat governador de la regió amb seu a Shilb després d'haver-se sotmès als nous amos d'al-Andalus. El 1151 això no obstant, Ibn Qassi i els notables de Shilb no van anar a prestar l'homenatge degut al califa al-Mumin a Salé i per contra l'antic cap rebel negociava amb els portuguesos; aquest pas fou criticat pels notables de Shilb, entre els quals Muhàmmad ibn al-Mundhir, que el van acabar assassinant. Llavors els almohades van agregar la kura d'Ukshunuba (amb capital a Shilb) a Sevilla i van nomenar governadors almohades a les ciutats, establint colònies de soldats amb les seves famílies per tota la regió. El castell que sembla que estava en mal estat, fou arranjat, igual que el de Beja (per aquest darrer es van enviar treballadors especialitzats de Shilb).
El 1189/1190 la vila fou conquerida pels portuguesos després d'un disputat setge. Els habitants van haver d'abandonar la ciutat deixant totes les seves possessions. Dos anys després el califa almohade va atacar l'occident des de Sevilla i va recuperar Shilb (juny de 1191).
El 1234 el senyor local de Niebla (Labla) Xuayb ibn Muhàmmad ibn Mahfuz, i prengué el control de Shilb. El 1240 va caure en mans dels portuguesos manats per Paio Peres Correia. El castell encara es conserva i una de les torres figura com a construïda el 1227.